# Joan Benoit
Joan Benoit Samuelson (Cape Elizabeth, 16 de maio de 1957) é uma ex-atleta norte-americana, primeira campeã olímpica da maratona nos Jogos Olímpicos de Los Angeles em 1984.
Benoit começou a correr longas distâncias como forma de recuperar-se de um acidente com esqui onde fraturou a perna.  Na adolescência, iniciou na modalidade ainda no ginasial, em sua cidade natal, e quando começou a cursar o Bowdoin College, em Boston, foi campeã em vários torneios nacionais de cross-country. Tornou-se conhecida em 1979 quando venceu a Maratona de Boston, a primeira maratona que disputou. No início dos anos 1980 teve alguns problemas de lesão, tendo inclusive que operar o tendão de Aquiles. Já recuperada, venceu em 1982 a maratona de Eugene, no Oregon, com 2:26:11, melhor marca daquele ano. Disputando a Maratona de Boston de 1983, causou frisson ao quebrar o recorde mundial com um tempo de 2:22:43. Ainda em 1983 participou dos Jogos Pan-americanos de Caracas, ganhando a medalha de ouro nos 3000 metros.
Em Los Angeles 1984, a maratona feminina foi incorporada ao programa pela primeira vez. Durante a prova, Benoit surpreendeu quando se desgarrou do primeiro pelotão desde o início, impondo um forte ritmo que muitos acreditaram parecer suicida devido ao forte calor e umidade. Porém ela superou as adversidades e venceu a prova com mais de um minuto de vantagem sobre a segunda colocada, a favorita norueguesa Grete Waitz, tornando-se um dos destaques dos Jogos.
Em 1985 conseguiu a melhor marca de sua carreira, 2h 21min 21, na Maratona de Chicago, que só não se tornou recorde mundial porque pouco antes a norueguesa Ingrid Kristiansen tinha marcado 2h21min06s na Maratona de Londres. Após 1985 as lesões atormentaram a vida de Benoit, mas isso não a impediu de seguir competindo: em 1991 foi quarta na Maratona de Boston, em 1992 ganhou a maratona de Columbus e em 1996 participou da prova de classificação para os Jogos Olímpicos de Atlanta.
Com o encerramento da carreira em nível internacional, escreveu alguns livros sobre atletismo, trabalhou como treinadora em provas de cross-country e de longa distância e como comentarista para alguns meios de comunicação. Atualmente vive com sua família em Freeport, no Maine, e continua a disputar maratonas em sua faixa etária, onde ao longo dos anos tem quebrado vários recordes.